# ジョン・プラット (初代カムデン侯爵)

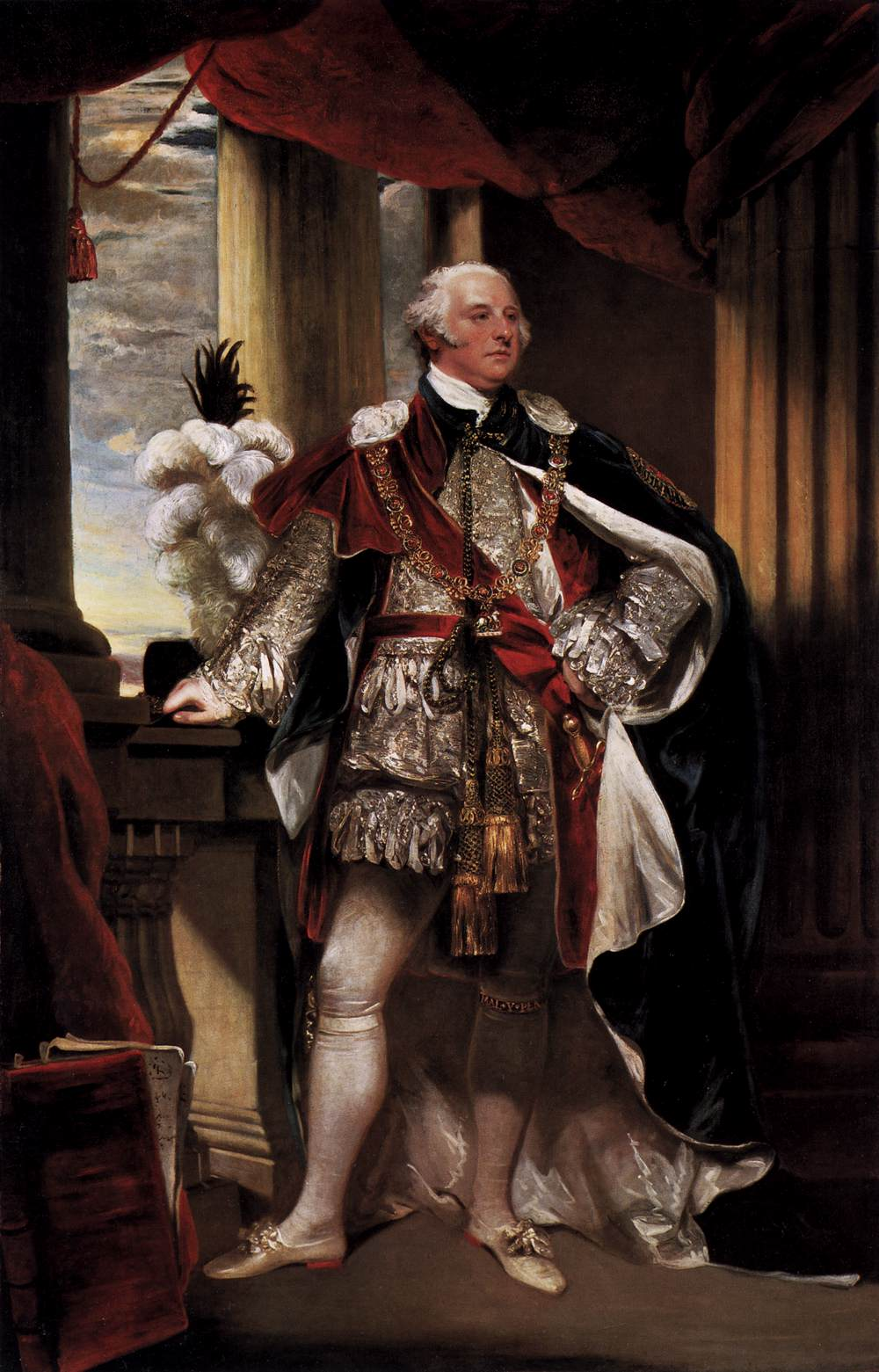
ジョン・ホプナーによる肖像画。

初代カムデン侯爵ジョン・ジェフリーズ・プラット（John Jeffreys Pratt, 1st Marquess Camden KG PC PC (Ire) FSA、1759年2月11日 – 1840年10月8日）は、イギリスの貴族、政治家。トーリー党に属し、アイルランド総督、陸軍・植民地大臣、枢密院議長を歴任した。1786年から1794年までベイハム子爵の儀礼称号を使用した。
アイルランド総督の任期は『英国議会史』で「暴動に始まり、反乱に終わる」と評され、21世紀初にはアイルランド情勢を変えるには無力な人物と評された。陸軍・植民地大臣、枢密院議長では調整役としての役割を期待されたが、政敵のジョージ・カニングには「役に立たないガラクタ」と評された。

## 生涯

### 生い立ち
チャールズ・プラット（のちの初代カムデン伯爵）と妻エリザベス（1779年12月10日没、ニコラス・ジェフリーズの娘）の息子として、1759年2月11日にリンカーンズ・イン・フィールズ34号で生まれ、3月13日で洗礼を受けた。1766年8月、わずか7歳で財務省出納官への復帰権（reversion）を得た。その後、1780年5月21日に財務省出納官に就任した。
バッキンガムシャーのフォーリーで教区牧師トマス・ポウィスによる教育を受けた後、1776年11月11日にケンブリッジ大学トリニティ・カレッジに入学、1779年にM.A.の学位を修得した。在学中にウィリアム・ピット（小ピット）の親しい友人になった。
1779年3月に歩兵少尉としてウェスト・ケント民兵隊に入隊、同年5月に中尉に昇進したが、1782年6月に民兵隊から辞任した。

### 庶民院議員
1780年イギリス総選挙において、父がプラットをバース選挙区で出馬させた。プラットの父は1759年よりバースの記録官（recorder）を務めており、プラットは無投票で当選した。
議会入り直後は政治への関心を示さず、父によれば「朝3時ごろに寝て、11時に起き、朝食をとり、乗馬して公園で過ごす。次は夕食で、夜は当然享楽に費やした。（中略）クラブでは政治について若干話すものの、（中略）この国の実態について知ってもいなければ、興味もない」という。もっとも、議員としての責務は果たしていたようであり、ノース内閣期は常に野党に同調して投票し、1781年6月12日に米州13植民地の反乱鎮圧が不可能であるとの初演説をしたが、終始緊張しており、演説の声もほとんど聞こえなかったと散々な結果だった。以降1790年までの演説記録は1782年5月6日の1回だけだった。
シェルバーン伯爵内閣において、1782年7月13日から1783年4月8日まで下級海軍卿（Lord of the Admiralty）を務め、1783年2月にアメリカ独立戦争の予備講和条約に賛成票を投じた。フォックス＝ノース連立内閣期には役職に就かず、1783年5月に選挙法改正に賛成、11月にチャールズ・ジェームズ・フォックスのイギリス東インド会社規制法案に反対票を投じた。第一次小ピット内閣が成立すると、1783年12月30日に下級海軍卿に復帰した。
1784年イギリス総選挙では再選を目指したが、もう1人の現職議員アベル・モイジーがプラットと違い、連立内閣を支持したため、小ピット内閣は2人目の与党候補を探し、最後には首相小ピットが自ら出馬した。もっとも、バース選挙区の投票日までに小ピットがケンブリッジ大学選挙区で当選しており、バースの議席を必要としなくなったため、小ピットがバースで積極的に選挙活動することはなく、モイジーは17票で14票の小ピットに競り勝った。プラット自身は27票でトップ当選した。1790年イギリス総選挙では小ピットがバースの議席に興味を示すこともなくなり、プラットは27票で難なく再選した。
1789年4月8日に下級大蔵卿（Lord of the Treasury）に任命され、同年7月6日に下級海軍卿から退任した後、1793年6月21日に枢密顧問官に任命された。1794年4月18日に父が死去すると、カムデン伯爵位を継承して、5月13日に貴族院議員に就任した。同5月に下級大蔵卿を退任した。
バース選挙区での議席については1793年より手を打っており、第2代カムデン伯爵となったプラットがバースの記録官に任命された（1835年まで在任）ほか、1794年5月の補欠選挙で同じく小ピットの友人である記録長官サー・リチャード・ペパー・アーデンが当選した。

### アイルランド総督
まだ庶民院議員在任中の1793年6月、プラットは小ピットが自身をアイルランド総督に適任と考えていることを庶民院議長ヘンリー・アディントンから教えられた。7月に小ピットがその考えを確認すると、小ピットとカムデン伯爵は総督としての政策を検討し、カムデン伯爵の総督任命を1年延期することで合意した。
この時代ではアイルランド総督には貴族が就任することが慣例になっており、プラットは父の存命中に貴族になる理由が単に総督就任のためだけでは批判を呼ぶと考えたが、1794年4月の父の死去によりこの問題は解消された。しかしポートランド公爵派の入閣によりカムデン伯爵の総督就任がさらに遅れ、1795年に総督のフィッツウィリアム伯爵が召還されたときに転機が訪れた。フィッツウィリアム伯爵は性急な改革を進めて反発されており、小ピットが完全なる信任を寄せられる人物を後任に求めたため、カムデン伯爵はやむなく了承して、1795年3月13日にアイルランド総督に任命された。小ピットは任命が国王ジョージ3世とポートランド公爵の賛成を得ており、就任が「私たちの友情の最も強い証明」であるとカムデン伯爵への文通で述べた。
カムデン伯爵は3月31日にダブリンに到着したが、伯爵を乗せた馬車がダブリン城に到着したとき、そこで伯爵を迎えたのは暴動だった。陸軍が出動して暴動を鎮圧したが、2人が死亡する結果になった。同日、アイルランド枢密院の枢密顧問官に就任した。
カムデン伯爵の在任中、当局ははじめ融和的な政策をとったが、すぐに強圧的な政策に変わった。融和的な政策の一例として1795年メイヌース・カレッジ法（メイヌース・カレッジを設立する法律）があり、『アイルランド人名事典』では融和的な政策と形容され、『英国人名事典』ではカトリック聖職者の影響力を低下させ、国王に従わせることが目的であるとされた。一方で5月にはヘンリー・グラタンが提出した、カトリック教徒にアイルランド庶民院議員や高位な官職に就任する権利を与える法案（カトリック解放の一環）を否決させた。
民間ではカムデン伯爵の就任から数週間後、革命家ウルフ・トーンがアメリカ合衆国に亡命し、トーンから設立したユナイテッド・アイリッシュメン協会も再編され、革命を目指す団体になった。国教会側も民間団体を結成し、民間団体間の抗争によりアーマー県などで騒乱が起き、特にアーマー県では1795年9月にディフェンダーズ運動とピープ・オ・デイ・ボーイズの間でザ・ダイヤモンドの戦いが勃発し、その結果として国教会側でオレンジ騎士団が設立された。こうした事態に対し、1796年に開会したアイルランド議会は騒乱鎮圧を目指す法案を可決し、同年8月にはカムデン伯爵が人身保護法停止を主張し、それまで反対していたヨーマンリー連隊の設立に賛成するようになった。一度閉会したアイルランド議会が同年10月に再度開会すると、フランス革命戦争でフランス総裁政府がアイルランドに侵攻する噂が広まり、議会は137票対7票で人身保護法停止を可決した。
フランスによる侵攻はルイ＝ラザール・オッシュ将軍率いる遠征という形で実現し、失敗に終わったが、アイルランドの社会不安はおさまらず、1797年1月から2月にかけてアルスターの数県で、3月にはアルスター全体で戒厳が布告された。内務大臣のポートランド公爵は選挙法改正やカトリック解放で譲歩してはどうかと提案したが、カムデン伯爵はそれならば辞任するとし、「アイルランドがイングランドにとって有用である限り、イングランドの政党によって統治されるべきであるというのが私の意見です。自由主義的でない意見と思われるかもしれませんが、現状より大衆的な手段でアイルランドで統治することは極めて危険です」と述べた。この意見に対し、『英国人名事典』はカムデン伯爵が小ピットのグレートブリテン王国とアイルランド王国の合同構想についてまったく知らないと評している。
1797年5月、カムデン伯爵は状況の悪化により軍事力をもってでしか改善を求められないとして、辞任を申し出て、その後任に軍人の初代コーンウォリス侯爵チャールズ・コーンウォリスを推薦した。しかしコーンウォリスはアイルランド政策に反対して、外国による侵攻寸前でなければ就任しないと述べて拒否した。その後、同年夏の1797年アイルランド総選挙は特に問題も生じずに行われた。同年11月にラルフ・アバークロンビーがアイルランド駐留軍総指揮官に就任すると、カムデン伯爵は有能なアバークロンビーの就任に喜んだが、アバークロンビーが陸軍立て直しを強行した結果、クレア伯爵（フィッツギボンが叙爵）とフォスターの不興を買い、2人に迫られたアバークロンビーは辞任した。
カムデン伯爵は1798年3月にも小ピットに駐留軍総指揮官と総督を兼任できる人物（すなわち、軍人）の任命を求めた。このときには大規模な反乱寸前の情勢になっており、『アイルランド人名事典』はカムデン伯爵に危機管理能力がまったく不足していると評した。そして、1798年5月23日にアイルランド反乱が勃発すると、小ピットはかねてよりの合同構想の推進を決め、6月15日にコーンウォリスを総督に任命した。一方のカムデン伯爵は恐慌状態に陥り、配下の軍勢8万では反乱者に対抗できないと考えてポートランド公爵への手紙で増援を求めたうえ、家族を大急ぎでイングランドに送り返した。そして、小ピットの決定を知ると、合同を見届けられないまま退任せざるを得ないことを悔いた。もっとも、『アイルランド人名事典』はカムデン伯爵のカトリック解放反対が留任できない要因であり、伯爵自身の言葉を借りて「偏見の強いイングランド人」であると評した。
コーンウォリスは6月20日にダブリンに到着したが、このときには反乱が終結に近く、同時期のパンフレットで「反乱者を制圧する必要もなく反乱を終わらせた」と揶揄された。

### 無任所大臣

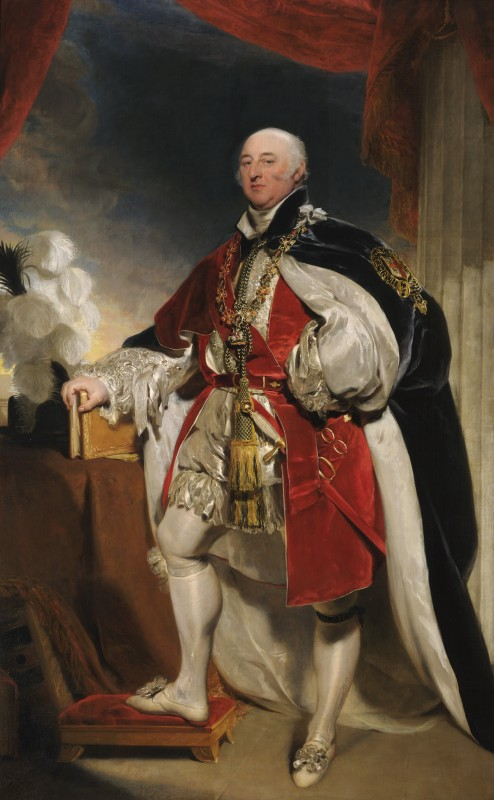
トーマス・ローレンスによる肖像画、1802年ごろ。

1797年4月27日、いとこ（伯父の息子）にあたるジョン・プラット（John Pratt、1714年ごろ – 1797年4月27日）の死去に伴い、サセックス州ベイハム・アビーの地所とケント州シールのザ・ウィルダーネス（The Wilderness）地所を相続した。
ロンドンに戻ったカムデン伯爵は反乱勃発の責任をとったスケープゴートにみなされないよう、無任所大臣として内閣にとどまり、1799年8月14日にガーター勲章を授与された。小ピットの合同構想に賛成し、クレア伯爵などはコーンウォリスよりカムデンのほうが合同を見届ける総督に適任であると考えた。またカトリック解放に関しても合同と同時であれば譲歩してもよいと考え、1801年にカトリック解放問題で小ピットが辞任するとカムデン伯爵も無任所大臣を辞任した。
1802年2月11日、ロンドン考古協会フェローに選出された。

### 閣僚に復帰
1804年5月26日に陸軍・植民地大臣に就任、1805年7月まで務めた。「骨の折れる仕事をする官僚」という扱いであり、より重要な事柄は首相小ピットが自ら担当した。
カムデンは在任中にニューサウスウェールズ植民地に対する貢献がある。すなわち、羊毛産業の先駆者ジョン・マッカーサーが購入した王室所有のメリノ種ヒツジを植民地に持ち帰る許可を取得し、ニューサウスウェールズ総督フィリップ・ギドリー・キングに命じてマッカーサーに広大な放牧地を与えた。またキングの後任にウィリアム・ブライを任命したのもカムデンだった。オーストラリアの羊毛産業に対する功績により、現ニューサウスウェールズ州にあるカムデンの町がカムデンにちなんで命名された。
1805年7月10日から1806年2月5日まで枢密院議長を務めた。前者では「骨の折れる仕事をする官僚」という扱いで、後者では調整役としての役割だった。挙国人材内閣の成立に伴い退任したが、小ピット派に属しつつ公然と野党活動をすることは少なかった。
第二次ポートランド公爵内閣が成立すると1807年3月26日に枢密院議長に復帰、続くパーシヴァル内閣にも留任して1812年6月11日まで務めた。もっとも、このときにはカムデンが内閣にとって負担であるとみられ、1812年にはジョージ・カニングがカムデンを「内閣における役に立たないガラクタ」と形容し、カムデンもカニングの入閣に反対した。退任後は1812年末まで無任所大臣として閣僚にとどまった。
財務省出納官の年俸が2,500ポンド（1782年時点）から23,000ポンド（1808年時点）と上昇の一途をたどったため、1812年5月7日に年俸を減らす動議があり、それが否決された後は上昇分の年俸の受け取りを辞退した。カムデン侯爵が受け取らなかった財務省出納官の年俸は合計で25万ポンド以上であり、巨額だったため1834年に財務省出納官が廃止されたとき、カムデン侯爵には死去するまで2,500ポンドの年俸を受け取る権利が与えられた。
1812年9月7日、連合王国貴族であるブレックノック州伯爵とカムデン侯爵に叙された。この叙爵は首相スペンサー・パーシヴァルが1812年2月に同意したものであり、後任のリヴァプール伯爵の在任中に実現した。
1808年6月にケント統監に任命され、1840年に死去するまで務めた。1890年5月16日、クランブルックおよびウッズゲート民兵連隊隊長に任命された。1809年12月7日から1816年6月10日までトリニティ・ハウスのmasterを務め、1811年4月29日にチャーターハウス・スクール理事に任命された。

### 晩年

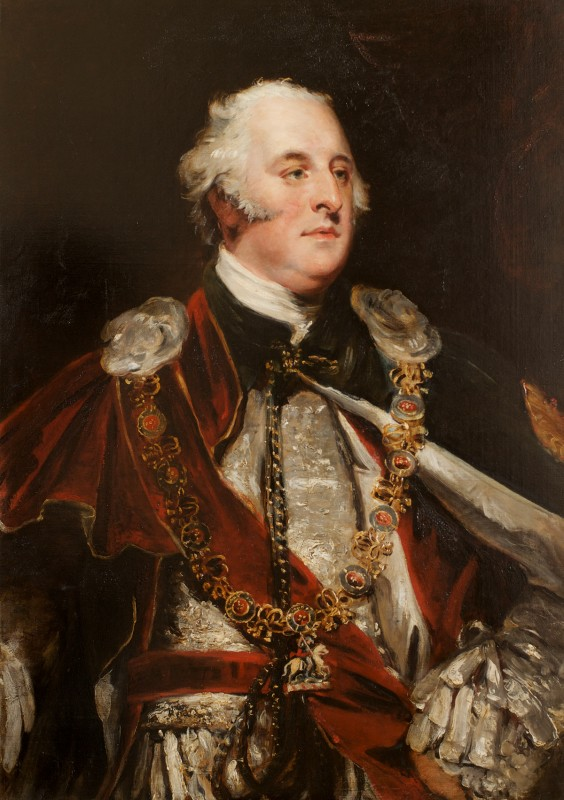
ウィリアム・ソルターによる肖像画、1825年ごろ。

侯爵となったカムデンは貴族院で活動し、1812年7月にカトリック解放反対から賛成に転じた。1817年に人身保護法停止に賛成、1829年ローマ・カトリック信徒救済法に賛成票を投じたが、1831年から1832年にかけて第1回選挙法改正に反対票を投じた。
1826年に大英博物館理事に就任、1840年に死去するまで務めた。
1832年、ケンブリッジ大学よりLL.D.の名誉学位を授与された。1834年12月12日にケンブリッジ大学総長（Chancellor）に選出され、1840年に死去するまで務めた。
ロンドンのアーリントン・ストリート22号にあるウィンボーン・ハウスを所有していたが、1840年に第7代ボーフォート公爵ヘンリー・サマセットに売却した。
1840年10月8日、ケント州シールのザ・ウィルダーネス地所で死去、息子ジョージ・チャールズが爵位を継承した。

## 評価
庶民院議員としてのプラットは大きな影響力がなく、『英国議会史』はプラットが影響力を持つのは1795年のアイルランド総督任命以降のことであるとした。
19世紀末の『英国人名事典』、20世紀初の『ブリタニカ百科事典第11版』ではカムデン伯爵が政策の方向性を決定したものとしている。一方、21世紀初の『アイルランド人名事典』ではカムデン伯爵本人が融和的な政策を採用しようとしたものの、ジョン・フォスター、ジョン・フィッツギボン、ジョン・ベレスフォード閣下といった強硬派の影響を受けたとしている。同じく21世紀初の『オックスフォード英国人名事典』によれば、カムデン伯爵はその性格によりアイルランドの有力者に好まれたものの、アイルランド総督を務めるには政界での経験が少なく、動乱の時期にあっては力不足だったうえ、本国政府も多くの問題に忙殺されて、カムデン伯爵を補助できなかった。同書はカムデン伯爵を「ほぼ無力な代理人」と評し、その影響力が1798年の反乱を起こせたわけでも、鎮圧に役に立ったわけでもなかったとした。
同時代のサー・ジョナー・バリントンは総督としてのカムデン伯爵に同情的だったが、アイルランド南部の有力者第2代シャノン伯爵リチャード・ボイルはカムデン伯爵が反乱に際して決断力に欠くと批判した。
陸軍・植民地大臣としてのカムデン伯爵は『オックスフォード英国人名事典』で「取るに足らない」と評され、より重要な議題は首相小ピットが直接扱ったという。

## 家族
1785年12月31日、フランシス・モールズワース（1766年2月27日以前 – 1829年7月7日、ウィリアム・モールズワースの娘）と結婚、1男3女をもうけた。
- フランシス・アン（1787年11月21日 – 1822年7月9日[19]）
- ジョージアナ・エリザベス（1791年7月4日 – 1855年8月8日[19]）
- キャロライン（1794年7月21日 – 1827年10月7日） - 1825年7月28日、アレグザンダー・ロバート・ステュアート（Alexander Robert Stewart、1850年3月24日没）と結婚[19]
- ジョージ・チャールズ（英語版）（1799年5月2日 – 1866年8月6日） - 第2代カムデン侯爵[1]